# 澤上篤人
澤上篤人（さわかみ あつと、1947年3月28日 - ）は、日本の投資家。投資信託会社「さわかみ投信株式会社」の創業者。

## 略歴
- 1947年、愛知県名古屋市生まれ。
- 1969年、愛知県立大学卒業後、松下電器貿易（現:パナソニックホールディングス）入社。
- 1970年、スイス・キャピタルインターナショナル入社。アナリスト兼ファンドアドバイザー。
- 1973年、ジュネーブ大学国際経済学修士課程修了。
- 1974年、山一證券嘱託ファンド・アドバイザー。長期運用アナリストを育てる仕事をした[1]。
- 1978年、澤上事務所代表。
- 1980年、スイス・ピクテ銀行日本代表。
- 1982年、ピクテ・バンク・アンド・トラスト社　東京駐在員事務所長。
- 1986年、ピクテジャパン株式会社　代表取締役社長
- 1996年、ピクテを退職し顧問。同年にさわかみ投資顧問株式会社を設立。
- 1999年、「さわかみ投資顧問」を、日本初の独立系投資信託会社である「さわかみ投信株式会社」に改組[2]。
- 2009年、一般財団法人さわかみ財団を設立。
- 2013年、さわかみ投信代表取締役社長の地位を長男の澤上龍に譲り、篤人は会長となった。
- 2014年、さわかみオペラ芸術振興財団を設立。
- 2015年、公益財団法人お金をまわそう基金を設立。
- 2021年、さわかみ投信会長を退任。親会社さわかみホールディングスの代表取締役は継続[3]。

2017年2月27日、さわかみオペラ芸術振興財団を通じたオペラ文化の啓蒙活動を通じてのイタリア共和国への貢献が評価され、駐日イタリア大使公邸にて、イタリア共和国セルジョ・マッタレッラ大統領の名の下、ドメニコ・ジョルジ駐日イタリア大使から、イタリア星勲章コンメンダトーレが授与された。

## 人物

### 幼少～青年期
父親の佳在は林業、製材、住宅などを手がけ、篤人は製材工場の御曹司として裕福な幼少期を過ごしていたようだ。佳在と、母親の美代子の間に、篤人、妹2人が生まれた。しかし、佳在が17歳の時に死去した時点で、大きな借金が残った。一時は朝昼晩とパン一つずつ、喉が渇けば公園の水でしのぐという極貧生活だったようだ。複数のアルバイトの稼ぎで、家計と学費を捻出して、大学卒業後に松下電器貿易に入ったが、それでも家の借金は返せそうにない。大学生の時にヨーロッパ・アジアを無銭旅行した経験があり、当時の日本とヨーロッパは給与格差が10倍だったことから、「あっちに行けば稼げるわ」と考え、失業給付金を手にシベリア鉄道経由でスイスに行った。大学の時の専攻が国際関係論、つまり地政学だったので、ジュネーブの国際問題研究所のドクターコースに登録し、「ドクターコースに在籍する日本人学生で、英語とフランス語が話せる。経済の知識があって仕事を求めている」と言う内容の新聞広告を出したら、21通の手紙が来て、そのうち3社の面接を受けて全部受かった。その中で最も雰囲気が良かったのが、キャピタルインターナショナルだったようだ。
2023年の著書では、「いま『さわかみ投信』をやっている原点は、（引用者注：若い頃に）金持ちから貧乏になったということ。俺は貧しい人たちのほうへ行っちゃったわけよ。でも、この人たちは本当は貧しいのに、優しいんだよ。人間としての優しさがあるんだよ。だから、なんとか、『少しずつでも、こういう人たちを楽にすることができないかな？』と、ずっと思っていた。それで、たまたま長期投資の仕事をするようになって、投信が一番いいと確信した。誰もが簡単に資産形成の道へ入っていける投信により、ちょっとでもみんなが良くなり、一緒にコップ酒が飲めたら、ええなという格好だ。それを実現させた『さわかみファンド』のパンフレットには、市井に生きる人々のために、長期投資でもって資産形成をお手伝いすると書いた。決して金持ちのためじゃない」と述べていた。

### スイス勤務期
キャピタル勤務期については、「驚いたのは、そこで働く男がカッコよかったこと。仕事はもちろんバリバリこなす。家族も大切にする。趣味も一流。私は彼らのようになりたいと思い、懸命に働いた」と回想している。キャピタル社長だったケンは、のちにノーベル経済学賞を受賞したロバート・マンデル、バイオベンチャー企業ジェネンテック創業者ロバート・A・スワンソンをゲストスピーカーとして招いたこともあったようだ。
スイスには、「レーバー・パーミッション・クオーター制度」で、スイス人の雇用を確保するために、外国人は仕事の内容によって何人までと決まっている。キャピタルでは、澤上よりも前に入った外国人の先輩で、この制度の枠を使い切っていた。澤上はドクターコースだったことから、この制度の対象ではなかったが、結果的に日本へ帰国するきっかけとなった。
1970年代にスイスの空港で会ったビジネス相手、おそらく銀行マンだった人物が、空港のポーターに小さなカバン一つを手渡し、日本円で500円程度に相当するチップを手渡した。篤人は、「なんでそんな小さな荷物にチップを支払うのです？自分で持てるじゃないですか？」と質問すると、相手は「篤人、おまえはバカか！？」「これがお金をまわすということだ」と答えた。この出来事をきっかけに、「これがお金をまわすということか」と学んだようだ。ポーターが受け取ったお金が、子供の教育に使われたのか、あるいは家族で囲む食卓で追加の一皿になったかは分からないが、子供の教育に使えば、その子が未来を切り開くためのものやことに、食卓に使われたならば、食料品店や生産者に支払われた。チップのお金は人から人へ、企業から企業へとめぐりめぐって、最終的にはチップを支払った人物の銀行の預金になったかもしれないというわけだ。

### 語学
英語、フランス語共に堪能。学生の頃から英語とフランス語は得意であり、またその勉強方法は独学によるもので、NHKのラジオ講座で3年間必死に勉強したと自著で述べていた。

### 家族
3人の息子がいる。長男は龍（りょう）、次男は晋（しん）、三男は憲（けん）である。龍は坂本龍馬、憲はキャピタル時代の上司の名前「ケン」に由来している。

### 初の著書
初の著書は「この3年が日本株の勝負どき」（明日香出版社、1996年）だったが、あとがきp226～227によれば、1988、89、91年にも本にすべく原稿を書いたが、いずれも出版には至らなかったようだ。88、89年には、当時のバブル景気を警告する内容、91年は機関投資家の売り急ぎを批判する内容だったようだ。

### バブル景気期
澤上が一般生活者向けの長期投資セミナーを本格化させたのは1987年からである。1980年代後半のバブル景気期では、「澤上さん、日本の土地はどんどん値上がりしているし、株価もずっと上昇している。長期投資なんてもどかしいことやってられないよ」と多くの人から言われたようだ。しかし、地価も株価も高いところで売って利益確定し現金にしておくべきだと澤上は判断していた。1988年8月から、日本経済新聞などのマスメディアを通じて「日本株は売りだ」というコメントを発信し、ピクテ日本法人で預かっていた特金勘定は利益確定の売り上がりで、現金ポジションをどんどん高めていた。1989年末までの1年半は、「こんな大相場で早売りしすぎだ。他の運用会社とでは大きな成績差となっている。そんなことで、プロの運用といえるのか」と機関投資家顧客などから非難された。しかし、1990年以降の株価大暴落で、「さすが歴戦の長期投資家」といった賞賛に一変したようだ。それと同時に、ほとんどの特金講座は解約されてしまった。大きな利益が出ていて現金ポジションが大半だったピクテの預り勘定は格好の解約対象となった。

### 交友関係
ボローニャ音楽界の重鎮で「フルートの魔術師」と称される世界的なフルート奏者であるジョルジョ・ザニョーニ（ボローニャ・フィルハーモニー管弦楽団理事長）とはお互いを「サミー」「ザニョちゃん」と呼ぶ仲である。

### 俺の本棚
読書家で知られ、さわかみ投信が発行する月中レポート『長期投資だより』では、『俺の本棚』というコラムを2013～20年に連載していた。自著では「本気で勉強したいなら、自分で本を真剣に読めばいい。本代は意外と安いし、図書館なら無料で借りられる。」とも述べていた。

## 著書
1996年
- 『この3年が日本株の勝負どき-プロ・ファンドマネジャーのひとりごと』 明日香出版社

1997年
- 『超インフレがやって来る-市場経済待ったなし』 明日香出版社

1998年
- 『資産運用のすすめ-見て納得!年10%の投資リターンをねらおう』 明日香出版社
- 『あなたは運用してますか-運用なくして豊かさなし』 ぱる出版

2000年
- 『この3年が投資信託の勝負どき-長期保有型投信こそ財産づくりの本命だ』 アスカ・エフ・プロダクツ
- 『拝啓投資家様-さわかみレター』 竹村出版
- 『本格的運用法を知ると人生が面白くなる-21世紀の蓄財法』（平島創・村山甲三郎との共著） ロングセラーズ

2001年
- 『あなたも「長期投資家」になろう!-春に種をまき、秋の実りを待つ株式投資』 実業之日本社、(2004年に新版）
- 『成功する長期投資-株安の今こそチャンス!』 廣済堂出版

2002年
- 『5年後の日本をいま買おう-大底圏からのごきげん株式投資』 徳間書店
- 『独立投資家宣言!-めざせ、ファイナンシャル・インデペンデンス』（伊藤宏一との共著） 日経BP社

2004年
- 『図解財産づくりの仕組みフローチャート思考の長期投資』 講談社
- 『知識ゼロからのお金持ち塾』 主婦の友社

2005年
- 『"時間"がお金持ちにしてくれる優雅な長期投資-これから10年で富の所有者は激変する!』 実業之日本社
- 『のんびり!カンタン!!幸せな長期投資』（横田濱夫との共著） 経済界
- 『長期運用時代の大本命!ファンド・オブ・ファンズ入門』（村山甲三郎との共著） 実業之日本社<実日ビジネス>

2006年
- 『さわかみ流図解長期投資学-最後に勝つ、財産づくりの仕組み』 講談社<講談社+α文庫>
- 『長期投資を始めるなら50歳からが旬!-あなたの人生後半はいくらでも豊かにできる』 有楽出版社

2007年
- 『投資は世のため自分のため-長期運用の先に広がるおもしろい世界』 PHPファクトリー・パブリッシング
- 『澤上篤人のあなたのための投信集中講義』 ビジネス社
- 『10年つきあう株を見つけよう!-これぞ本格派の長期投資』 ダイヤモンド社
- 『長期投資でご機嫌な人生を-ヒタヒタと迫るインフレの足音。それは長期の株式投資にとって最高の展開である』 廣済堂出版<moneyポケットブック 1>

2008年
- 『10年先を読む長期投資-暴落時こそ株を買え』 朝日新聞出版<朝日新書>
- 『「運用立国」で日本は大繁栄する』 PHPパブリッシング

2009年
- 『長期投資家がニヤリとする7つのメガトレンド』角川SSコミュニケーションズ
- 『投資の極意は「感謝のこころ」』（竹田和平との共著） PHPパブリッシング

2011年
- 『5年後の日本をいま買う長期投資』産経新聞出版
- 『めちゃくちゃ売れてる株の雑誌ZＡｉが日本一ブレない長期投資家澤上篤人さんに本気でぶつけた質問状１２８』ダイヤモンド・ザイ編集部

2012年
- 『大丈夫、なんとかなる。-「貯金ゼロ」からはじめる軽やかな生き方! 』朝日新聞出版社
- 『やっぱり! 株は上がるぞ 』明日香出版社

2013年
- 『今から長期投資を始めて、2億円にしよう! ―やってみればわかる! 安心、安全、カンタン! 』主婦の友社
- 『本物の株価上昇の波が来たぞ! 』日経BP社

2014年
- 『2020年に大差がつく長期投資 』産経新聞出版

2015年
- 『国債が暴落しても長期投資家は平気だよ 』日経BP社
- 『長期投資はじめの一歩 -明日につながるプラスサムの資産形成をしよう 』廣済堂出版

2016年
- 『その時、あなたの預貯金は本当に安全か？』明日香出版社
- 『お金に支配されない生き方 』株式会社ビジネス社

## テレビ出演
- 日経スペシャル ガイアの夜明け 激動！株式市場 ～大投資時代をどう生きるか～（2006年2月28日、テレビ東京）[14]。
- 未来ビジョン 元気出せ!ニッポン! 第7回『個人マネーが経済を救う』（2010年5月15日、BS11デジタル）（BS11デジタルの情報番組）にゲスト出演。
- 新報道2001 『安倍政権の行く末は？～税で考える日本再生の策＆菅長官”次なる一手”』（2015年12月20日、フジテレビ）（フジテレビの情報番組）にゲスト出演。